# Gosdorf
Gosdorf là một đô thị thuộc huyện Radkersburg thuộc bang Steiermark, nước Áo. Đô thị Gosdorf có diện tích 15,64 km², dân số thời điểm cuối năm 2005 là 1189 người.